# Liobagrus anguillicauda
Liobagrus anguillicauda är en fiskart som beskrevs av Nichols 1926. Liobagrus anguillicauda ingår i släktet Liobagrus och familjen Amblycipitidae. Inga underarter finns listade i Catalogue of Life.